# Жижин, Николай Кириллович
Николай Кириллович Жижин (1894—1968) — генерал-лейтенант Советской Армии, участник Первой мировой, Гражданской, Финской и Великой Отечественной войн.

## Биография
Николай Кириллович Жижин родился 21 декабря 1894 года в деревне Ендовка (ныне — Каракулинский район Удмуртии). Окончил два класса школы и сельскохозяйственное училище. Трудовую деятельность начинал подпаском у себя на родине. Став постарше, уехал работать в город Сарапул. С началом Первой мировой войны Жижин был призван на службу в Российскую императорскую армию. Участвовал в Первой мировой войне, дослужился до чина ефрейтора. После роспуска старой армии в марте 1918 года Жижин поступил на службу в Рабоче-Крестьянскую Красную Армию. Участвовал в боях Гражданской войны, был контужен и ранен в ногу, в результате чего остался хромым. Служил в различных военных комиссариатах, пройдя путь до начальника Управления мобилизационного округа в городе Стерлитамаке. В 1930-е годы служил на высоких интендантских должностях. Во время советско-финской войны занимал должность заместителя начальника снабжения Ленинградского военного округа.
Начало Великой Отечественной войны застало Жижина по пути в Киев на военные манёвры. Добравшись до Гомеля, где формировалась 21-я армия, он получил новое назначение — начальником продовольственного снабжения этой армии. Позднее был заместителем начальника, начальником Управления продовольственного снабжения Брянского фронта. Сумел на высокий уровень поставить работу возглавляемой им фронтовой продовольственной службы, не допуская перебоев в снабжении личного состава частей и соединений пищей. Больших успехов Жижин добился в деле мобилизации местных продовольственных и фуражных ресурсов для снабжения войск фронта. Им организовывалась своевременная уборка урожая, скирдование сена, заготовка овощей и хлеба, в том числе закладка их на длительное хранение, а также был создан переходящий запас муки и крупы в размере месячной потребности. Благодаря его усилиям в 1942 году государству потребовалось везти на фронт на 50 тысяч вагонов с продовольствием и фуражом меньше.
В дальнейшем возглавлял Управление продовольственного снабжения Центрального фронта. В 1943 году умело организовал на освобождённых территориях посевную кампанию и сбор урожая. К началу Курской битвы сумел создать нужные запасы продовольствия и фуража, во многом содействовав успешному наступлению войск фронта. Успешно работал Жижин и на посту заместителя интенданта Белорусского фронта, и будучи заместителем начальника тыла 1-го Белорусского фронта. По завершении боёв в Германии в его ведении также поступили трофейные команды. Генерал провёл огромную работу по выявлению и демонтажу германских предприятий, отгрузке оборудования в СССР для восстановления народного хозяйства. Кроме того, под его руководством было собрано значительное количество трофейного скота, продовольствия и различного имущества, обращённого на нужды снабжения войск фронта.
После окончания войны Жижин занимал должность заместителя коменданта Берлина. В этой должности он руководил обеспечением продуктами питания местного населения, всего за 7 дней предотвратив возможный голод. В июле 1945 года Жижин был направлен в Польшу, где занял должность заместителя по тылу командующего Северной группой войск. Под его руководством на базе заброшенных имений и ферм были созданы хозяйства, что позволило группе войск в течение трёх лет обеспечивать себя всем необходимым продовольствием, исключая лишь завозимые из СССР сахар и специи. Завершил службу Жижин в звании генерал-лейтенанта интендантской службы. Жил в Москве. Умер в 1968 году, похоронен на Востряковском кладбище Москвы.
Сын — полковник, академик Российской медико-технической академии, лауреат Государственных премий СССР и РФ, кавалер четырёх советских и российских орденов Жижин Виктор Николаевич.

## Награды
- 2 ордена Ленина (21 февраля 1945 года, 31 мая 1945 года);
- 3 ордена Красного Знамени (3 июня 1944 года, 3 ноября 1944 года, 24 июня 1948 года);
- Орден Кутузова 2-й степени (6 апреля 1945 года);
- Орден Отечественной войны 1-й степени (27 августа 1943 года);
- Орден Красной Звезды (1 апреля 1943 года);
- Медали «За оборону Москвы», «За освобождение Варшавы», «За взятие Берлина» и другие медали.